# Ponzio II di Tolosa

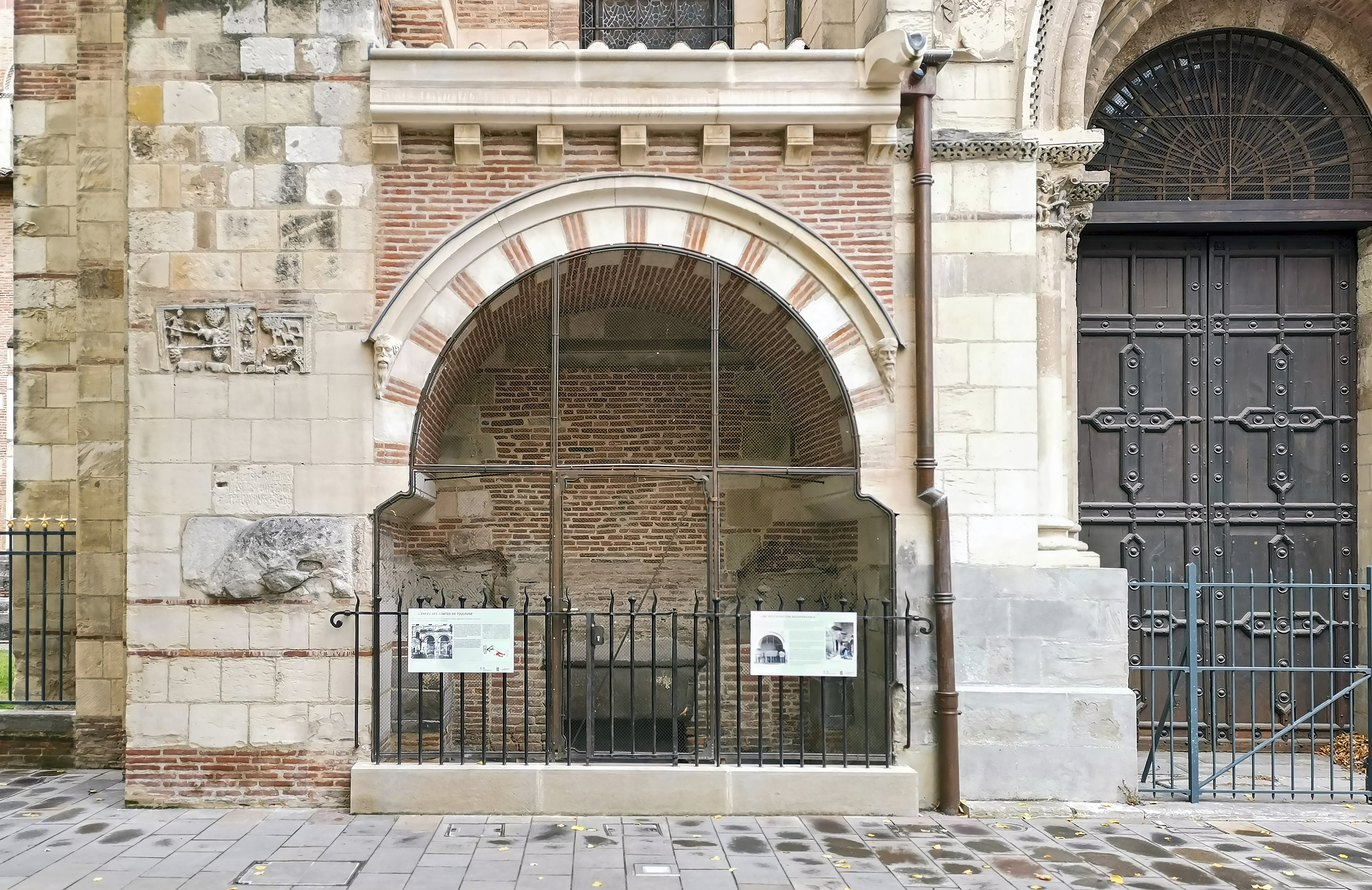
Cappella sepolcrale dei Conti di Tolosa oggi

Ponzio II di Tolosa (997 circa – 1060) è stato un sovrano franco, fu conte di Tolosa e conte di Nîmes e di Albi dal 1037 fino alla sua morte.

## Origine
Figlio primogenito del conte di Tolosa, duca di Settimania, conte di Nîmes e conte d'Albi, Guglielmo III Tagliaferro e di Emma di Provenza (come risulta da una donazione, del 999, che si trova negli Archives du Gard in cui Emma è citata come moglie di Guglielmo III Tagliaferro e dove sono ricordati anche i figli, tra cui Ponzio), figlia del marchese di Provenza, Rotboldo III e di Ermengarda (come viene ribadito nel documento nº 172 del volume V delle Preuves de l'Histoire Générale de Languedoc), di cui non si conoscono gli ascendenti. Guglielmo III Tagliaferro era figlio del conte di Tolosa, duca di Settimania, conte di Nîmes e conte d'Albi, Raimondo IV e di Adelaide d'Angiò, come risulta dalla Bolla pontificia n° IX di papa Benedetto IX del Bullaire de l'Abbaye de Saint-Gilles, figlia del Conte d'Angiò e poi, conte di Nantes e duca di Bretagna, Folco II e di Gerberga (secondo lo storico Maurice Chaume era figlia del Visconte Goffredo d'Orleans), infatti secondo il Cartulaire de l'abbaye de Saint-Chaffre du Monastier et Chronique de Saint-Pierre du Puy', era la sorella del conte d'Angiò, Goffredo detto Grisegonelle.

## Biografia
Nel 1024, Ponzio, assieme alla madre, Emma, secondo il documento nº 181 del volume V delle Preuves de l'Histoire Générale de Languedoc fece una donazione all'abbazia di Sant'Andrea di Avignone.
Ponzio, assieme al fratello, Bertrando, compare come testimonio in una donazione di suo zio, il marchese di Provenza, Guglielmo III, come appare da un documento del Cartoulaire de l'abbaye de Saint Victor de Marseille del 1030.
Nel 1037, col documento nº 211 del volume V delle Preuves de l'Histoire Générale de Languedoc, in cui suo padre Guglielmo III, compare come sottoscrittore, Ponzio fece dono di una proprietà alla sua prima moglie, Mayor Sánchez di Navarra (circa 1015- prima del 1044), che i cronisti francesi chiamavano "Majorie", che gli portò in dote terreni e castelli nella zona d'Albì e di Nîmes.
In quello stesso anno, alla morte del padre, gli subentrò nei titoli di conte di Tolosa, Nîmes ed Albì; mentre il fratello, Bertrando (998 circa-1062), affiancò la madre nel governo del marchesato di Provenza.
Ponzio, dopo aver ripudiato, nel 1040 circa, Mayor, verso il 1045, sposò, in seconde nozze, la figlia del conte Bernardo I de La Marche, Almodis de La Marche (1020-1071, che aveva sposato in prime nozze, il signore di Lusignano, Ugo V detto il Pio († 1060), poi, nel 1053 avrebbe sposato, in terze nozze, il conte Raimondo Berengario I di Barcellona; fu assassinata dal figlio di primo letto del conte, Pietro Raimondo, che fu esiliato ed escluso dalla successione).
Nel 1040 fece un donazione all'abbazia di Cluny. E un'altra la fece nel 1047.
Verso il 1050, secondo il documento nº 230 del volume V delle Preuves de l'Histoire Générale de Languedoc, Ponzio fu tra i fondatori del priorato di Vigan.
Nel giugno del 1053, secondo il documento nº 235 del volume V delle Preuves de l'Histoire Générale de Languedoc, Ponzio, su suggerimento della moglie, Almodis, fu tra coloro che registrarono l'unione delle abbazie di Cluny, che avrebbe avuto la preminenza, e di Moissac. Tale avvenimento viene ricordato anche dal documento nº 3344 delle Chartes de l'abbaye de Cluny del 29 giugno 1053.
Sempre nel 1053, Almodis era stata fatta rapire da Raimondo Berengario I di Barcellona e quindi era stata ripudiata da Ponzio, che prima del 1060, si sposò per la terza volta con Sancha d'Aragona, la figlia del re d'Aragona, Ramiro I di Aragona, come conferma la Historia de la Corona de Aragón: Crónica de San Juan de la Peña.

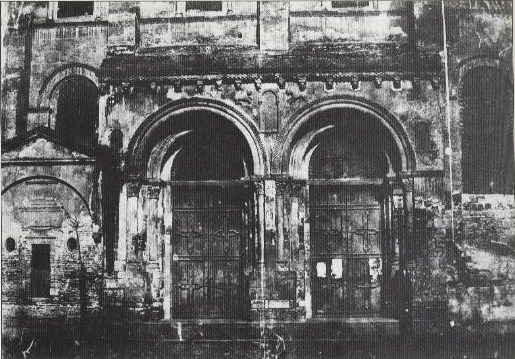
Calotipia del 1855 del portale della basilica di Saint-Sernin di Tolosa, dove è sepolto Ponzio II

Nel documento nº 252 par. I del volume V delle Preuves de l'Histoire Générale de Languedoc, Ponzio viene definito conte palatino (Tolosanorum Pontio palatino comite). Ponzio morì a Tolosa nell'autunno del 1060 lasciando al figlio secondogenito, Guglielmo, le contee di Tolosa e d'Albì; e al terzogenito, Raimondo di Saint Gilles, la contea di Nîmes.

## Discendenza
Ponzio ebbe un figlio da Maggiore (Mayor):
- Ponzio il Giovane (confermato dalle Europäische Stammtafeln[15], libro III, non consultate[1]) (?-1063), che non ereditò alcun titolo, per cui alcuni storici ne mettono in dubbio l'esistenza[1].

e quattro figli da Almodis:
- Guglielmo IV[9] (ca.1046- Huesca 1094), conte di Tolosa e d'Albì e marchese di Provenza[16].
- Raimondo di Saint Gilles[9] (1048-1105), conte di Nîmes, conte di Tolosa e d'Albì, marchese di Provenza, che partecipò alla prima crociata, in Terra santa, dove divenne conte di Tripoli[16] e morì durante l'assedio della città[17].
- Ugo di Tolosa, nominato nel documento nº 3392 delle Chartes de l'abbaye de Cluny del 1063[18], che dal 1066 fu abate a Saint-Gilles di Nîmes, e poi fu abate a Cluny[1].
- Almodis (circa 1050- dopo il 1132) che sposò nel 1065: il conte Pietro di Melgueil, figlio del conte Raimondo e di Beatrice del Poitou, citata in diversi documenti del volume V delle Preuves de l'Histoire Générale de Languedoc, il nº 334[19], 353 I[20], 353 II[21] e 365[22].

## Ascendenza
|                              |                         |                       | Genitori            |  |  | Nonni |  |  | Bisnonni               |  |  | Trisnonni                   |  |
|                              |                         |                       |                     |  |  |       |  |  | Raimondo III di Tolosa |  |  | Raimondo Ponzio I di Tolosa |  |
|                              |                         |                       |                     |  |  |       |  |  | Raimondo III di Tolosa |  |  | Raimondo Ponzio I di Tolosa |  |
|                              |                         | Garsenda di Guascogna |                     |  |  |       |  |  | Raimondo III di Tolosa |  |  |                             |  |
| Raimondo IV, conte di Tolosa |                         |                       |                     |  |  |       |  |  | Raimondo III di Tolosa |  |  |                             |  |
|                              |                         | Gundinilde            | …                   |  |  |       |  |  |                        |  |  |                             |  |
|                              |                         | Gundinilde            | …                   |  |  |       |  |  |                        |  |  |                             |  |
|                              |                         | Gundinilde            | …                   |  |  |       |  |  |                        |  |  |                             |  |
| Guglielmo III di Tolosa      |                         | Gundinilde            |                     |  |  |       |  |  |                        |  |  |                             |  |
|                              |                         | Folco II d'Angiò      | Folco I d'Angiò     |  |  |       |  |  |                        |  |  |                             |  |
|                              |                         | Folco II d'Angiò      | Folco I d'Angiò     |  |  |       |  |  |                        |  |  |                             |  |
|                              |                         | Folco II d'Angiò      | Rosalia di Loches   |  |  |       |  |  |                        |  |  |                             |  |
| Adelaide d'Angiò             |                         | Folco II d'Angiò      |                     |  |  |       |  |  |                        |  |  |                             |  |
|                              |                         | Gerberga              | …                   |  |  |       |  |  |                        |  |  |                             |  |
|                              |                         | Gerberga              | …                   |  |  |       |  |  |                        |  |  |                             |  |
|                              |                         | Gerberga              | …                   |  |  |       |  |  |                        |  |  |                             |  |
| Ponzio II di Tolosa          |                         | Gerberga              |                     |  |  |       |  |  |                        |  |  |                             |  |
|                              | Rotboldo II di Provenza | Bosone II di Provenza |                     |  |  |       |  |  |                        |  |  |                             |  |
|                              | Rotboldo II di Provenza | Bosone II di Provenza |                     |  |  |       |  |  |                        |  |  |                             |  |
|                              | Rotboldo II di Provenza | Costanza di Provenza  |                     |  |  |       |  |  |                        |  |  |                             |  |
| Rotboldo III di Provenza     | Rotboldo II di Provenza |                       |                     |  |  |       |  |  |                        |  |  |                             |  |
|                              |                         | Emilde di Gévaudan    | Stefano di Gévaudan |  |  |       |  |  |                        |  |  |                             |  |
|                              |                         | Emilde di Gévaudan    | Stefano di Gévaudan |  |  |       |  |  |                        |  |  |                             |  |
|                              |                         | Emilde di Gévaudan    | …                   |  |  |       |  |  |                        |  |  |                             |  |
| Emma di Provenza             |                         | Emilde di Gévaudan    |                     |  |  |       |  |  |                        |  |  |                             |  |
|                              |                         | …                     | …                   |  |  |       |  |  |                        |  |  |                             |  |
|                              |                         | …                     | …                   |  |  |       |  |  |                        |  |  |                             |  |
|                              |                         | …                     | …                   |  |  |       |  |  |                        |  |  |                             |  |
| Ermengarda di Moriana        |                         | …                     |                     |  |  |       |  |  |                        |  |  |                             |  |
|                              |                         | …                     | …                   |  |  |       |  |  |                        |  |  |                             |  |
|                              |                         | …                     | …                   |  |  |       |  |  |                        |  |  |                             |  |
|                              |                         | …                     | …                   |  |  |       |  |  |                        |  |  |                             |  |
|                              |                         | …                     |                     |  |  |       |  |  |                        |  |  |                             |  |

### Fonti primarie
- (LA)  Preuves de l'Histoire Générale de Languedoc, tome V.
- (LA)  Chronicon sancti Maxentii Pictavensis, Chroniques des Eglises d'Anjou.
- (LA)  Cartulaire de l'abbaye de Saint-Chaffre du Monastier et Chronique de Saint-Pierre du Puy.
- (LA)  Cartoulaire de l'abbaye de Saint Victor de Marseille.
- (LA)  Bullaire de l'Abbaye de Saint-Gilles.
- (LA)  Documenta Germaniae Historica, Scriptores, tomus XXIII.
- (LA)  Chartes de l'abbaye de Cluny.

### Letteratura storiografica
- Louis Alphen, La Francia nell'XI secolo, in «Storia del mondo medievale», vol. II, 1979, pp. 770–806
- (FR)  Archives du Gard.
- (FR)  Preuves de l'Histoire Générale de Languedoc, tome III.
- (ES)  Historia de la Corona de Aragón: Crónica de San Juan de la Peña.